# Landhöjningen i Stockholm

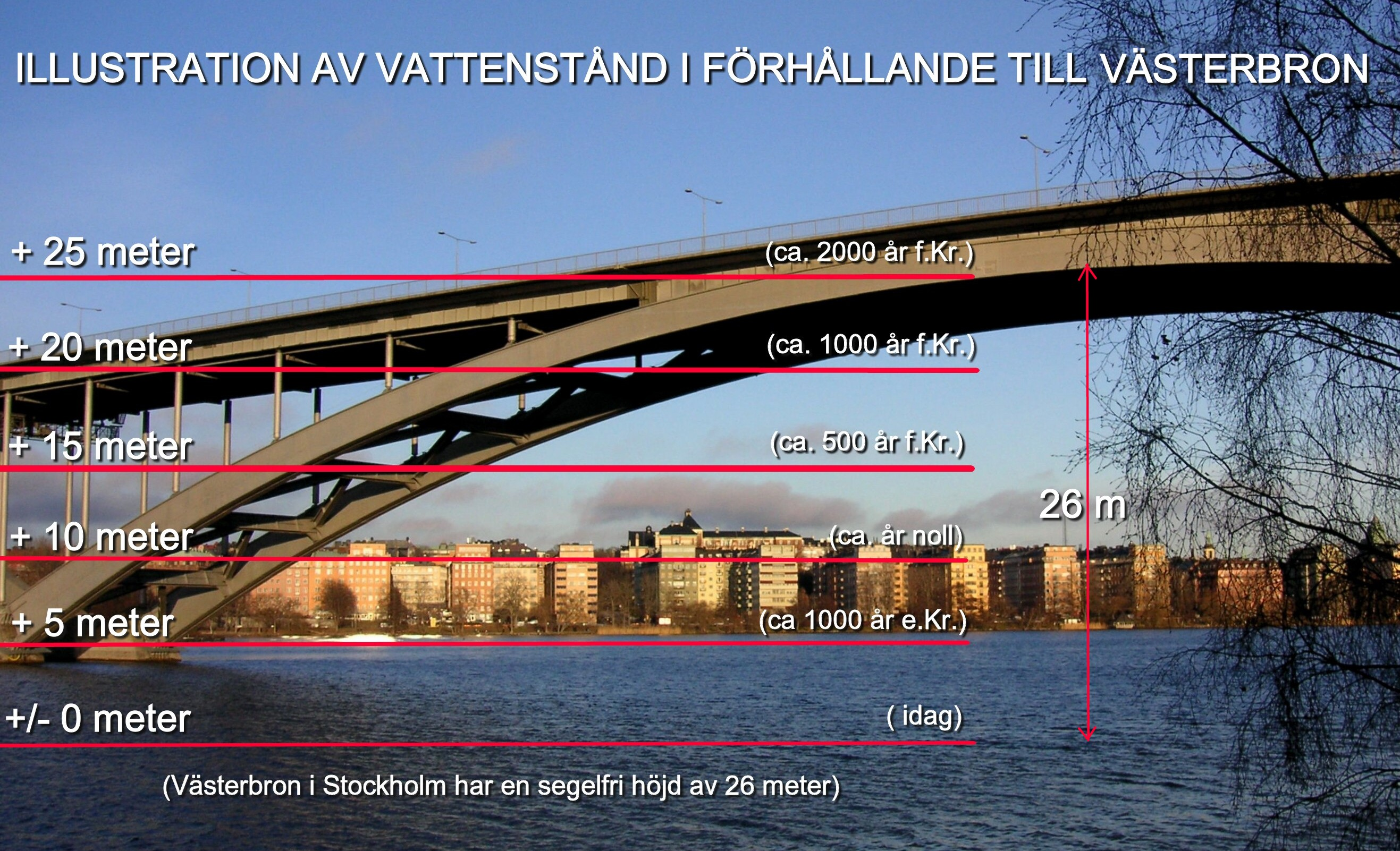
Förenklad illustration av olika historiska vattenstånd beroende på landhöjningen med hjälp av Västerbron och Riddarfjärden. Observera att höjdangivelserna är mycket grova.

Landhöjningen i Stockholmstrakten har pågått sedan senaste istiden, då den avsmältande inlandsisen lättade på trycket mot jordskorpan. Landhöjningen i Skandinavien kallas därför även postglacial landhöjning. Landhöjningen har gått hand i hand med varierande vattennivåer i det smältvattenhav som vi idag kallar Östersjön. Både landhöjningen och vattennivåer har tillsammans utformat förändringar i strandlinjen runt Östersjön. Uppkomsten av Stockholm som stad hänger intimt samman med isoleringen av Mälaren från Östersjön. Artikeln handlar om strandlinjeförändringar (strandförskjutningar) i Stockholmstrakten och deras historiska tillkomst. När det talas i denna artikel om ”landhöjning” menas den "absoluta landhöjningen" som är en kombination av den pågående postglaciala landhöjningen, och av nivåförändringarna i havet.

## Östersjöns tillkomst
Weichselistiden, som täckte nästan hela Skandinavien och stora delar av Nordtyskland ända ner till dagens Berlin varade i ungefär 100 000 år. Ismassornas tjocklek har uppskattats till upp till 3 km. På grund av klimatförändringar började ismassorna att smälta för cirka 15 000 år sedan och Östersjöns föregångare, Baltiska issjön bildades. Baltiska issjön var ett uppdämt sötvattenhav som omkring 9 700 f.Kr. tömde stora mängder av sitt vatten västerut genom Mellansverige via Mälardalen och Vänern. En tidigare tömning hade också skett ett årtusende tidigare. Det följde olika stadier i Östersjöns historia, som Yoldiahavet (9500–8700 f.Kr), Ancylussjön (8700–8000 f.Kr.) och Littorinahavet (8000–2000 f.Kr.) Under den sista fasen av Östersjöns tillkomst bildades cirka 2000 f.Kr. Limneahavet, dagens Östersjön. Alla dessa faser i Östersjöns historia har präglats av stigande (transgressiva) respektive sjunkande (regressiva)  vattennivåer, av större eller mindre kontakt med världshaven och av söt-, salt-, och bräckt vattenperioder.

## Landhöjningen i stockholmstrakten

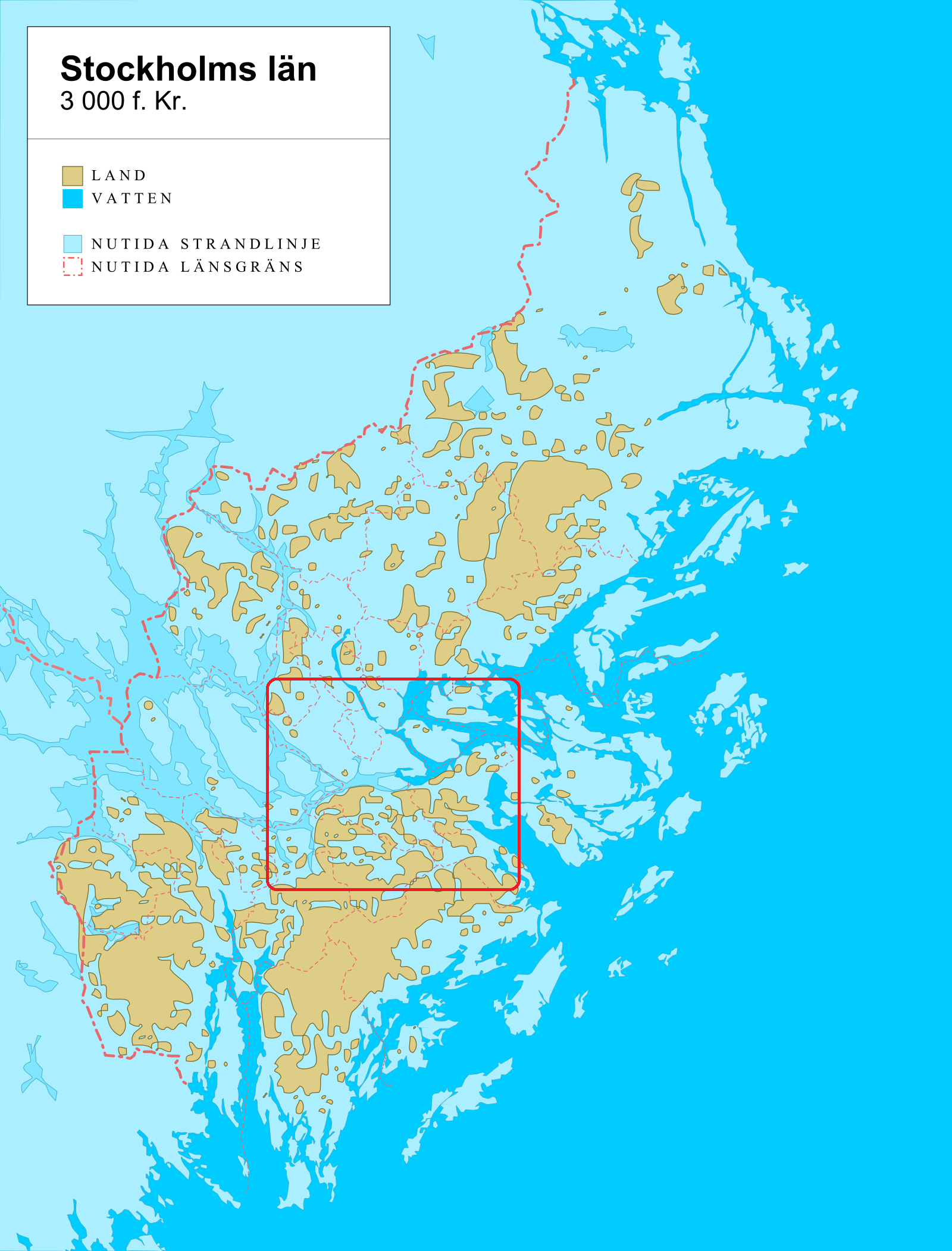
Stockholmsområdet 3000 f.Kr.

Den postglaciala landhöjningen som fortfarande pågår, dock i mindre takt, har sin största effekt i området kring Umeå och Luleå med för närvarande cirka 9–10 millimeter per år. Effekten avtar med ökande avstånd från detta centrum och kan redovisas i form av en landhöjningskarta, med sammanhängande, ovala kurvor som geologen och forskaren Gerard De Geer (1858–1943) kallade ”isobaser”. Problematiken kring strandförskjutningen har intresserat många forskare. På 1700-talet utbröt den så kallade striden om vattuminskningen, när Anders Celsius 1724 uppmärksammade fenomenet med havsytans sänkningar och man efter några decennier kunde konstatera att det rörde sig om en landhöjning. Först 1865 lanserades teorin om att landhöjningen berodde på istidens påverkan, där Gerard De Geer gjorde betydande insatser i slutet av 1800-talet.
Behovet av en landhöjningskurva för Uppland ledde till att Upplands fornminnesförening efter förslag av Knut Stjerna och Rutger Sernander 1909 verkställde en utredning rörande Upplands strandnivåer under olika historiska perioder. Uppdraget gavs åt Joel Eriksson vars resultat publicerades 1913 och Gunnar Ekholm, vars resultat publicerades 1915.
Den första landhöjningskurvan speciellt utformad för Stockholmsområdet publicerades av geologen Erik Granlund 1928 och 1930. I likhet De Geer baserade han sig främst på historiskt dokumenterade strandnivåer, en del äldre ekar, runristningar och gravhögar. 1970 publicerade naturgeografen Lars-Erik Åse en ny kurva, delvis baserad på liknande material som de äldre forskarna, men även genom att man numera med C-14 resultat kunde fastställa "pasströsklar" och få fram dateringar av när enskilda sjöar hade avsnörts från saltsjön. Förbättrade isobasnivåkurvor och bättre kalibreringskurvor för C-14 dateringar har gjort att de äldre beräkningarna. S. Karlsson och J. Risberg lade 2006 fram en ny och förbättrad strandhöjningskurva för Södra Uppland och Södertörn.
I stockholmstrakten är höjningen idag cirka 4 millimeter per år, i Skåne ±0 millimeter och söder därom blir värden negativa, vilket innebär att landet sjunker. Det finns även fyra stadier av större transgressioner i Litorinahavet som hade sina toppar ungefär 5000, 4000, 3500 och 1500 f.Kr. Därefter fortsatte flackare ”vågrörelser” av transgressioner vid 500 före och 500 efter Kr. samt vid 1000 e.Kr. Däremellan ökade alltså landhöjningen i varierande grad, vilket påverkade strandlinjer och därmed val av mänskliga boplatser och aktiviteter. Vad som framför allt senare observerats är att landhöjningen varierat stort på samma breddgrad, beroende på jordskorpans tjocklek och isens tjocklek på i det aktuella området. Högt belägna områden har en betydligt kraftigare landhöjning än lägre belägna och Södertörns högland har en kraftigare landhöjning än Stockholms ström.

### Stockholmsområdet under stenåldern

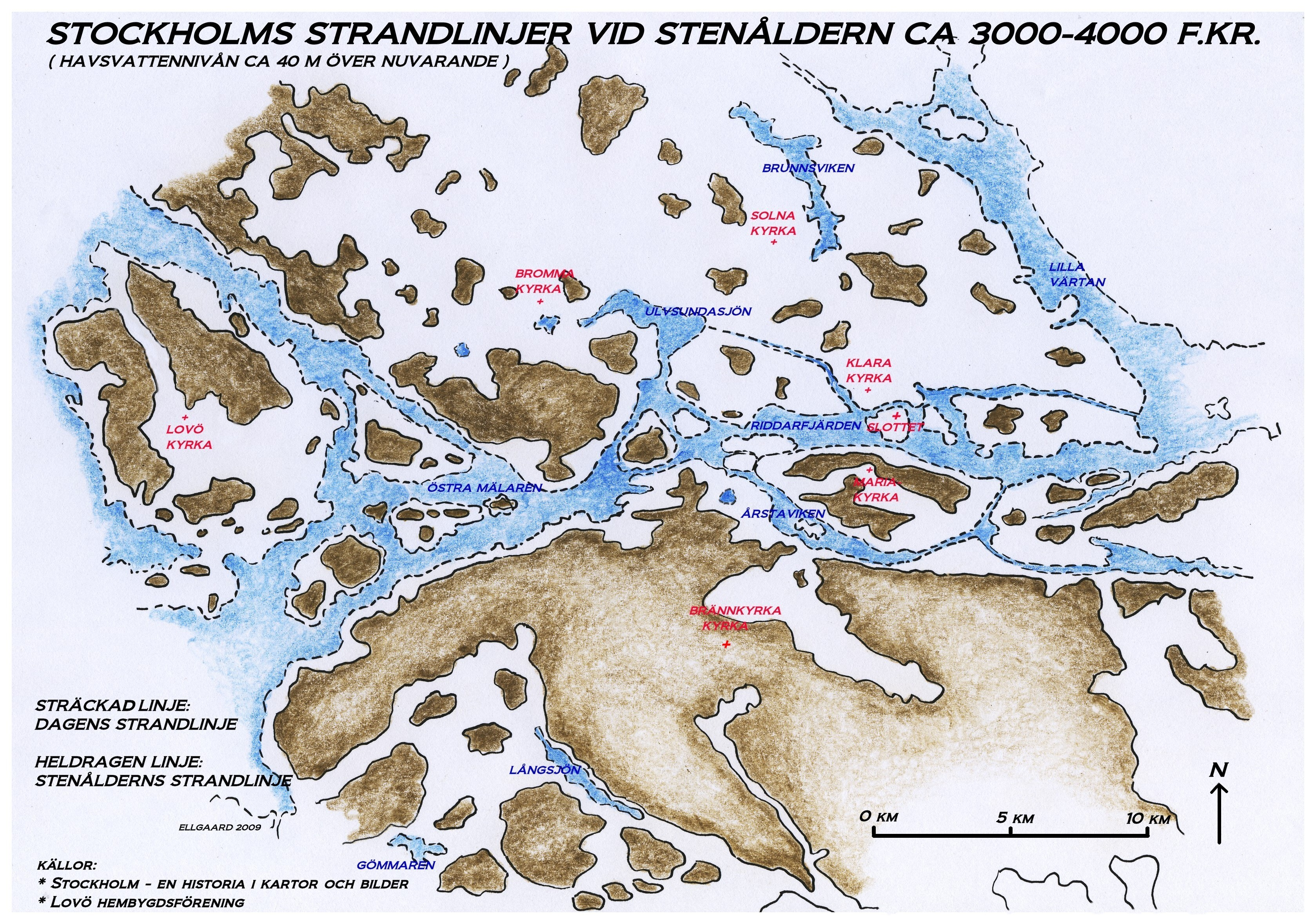
Rekonstruktion av stockholmsområdets strandlinjer under stenåldern (3000-4000 f.Kr.).

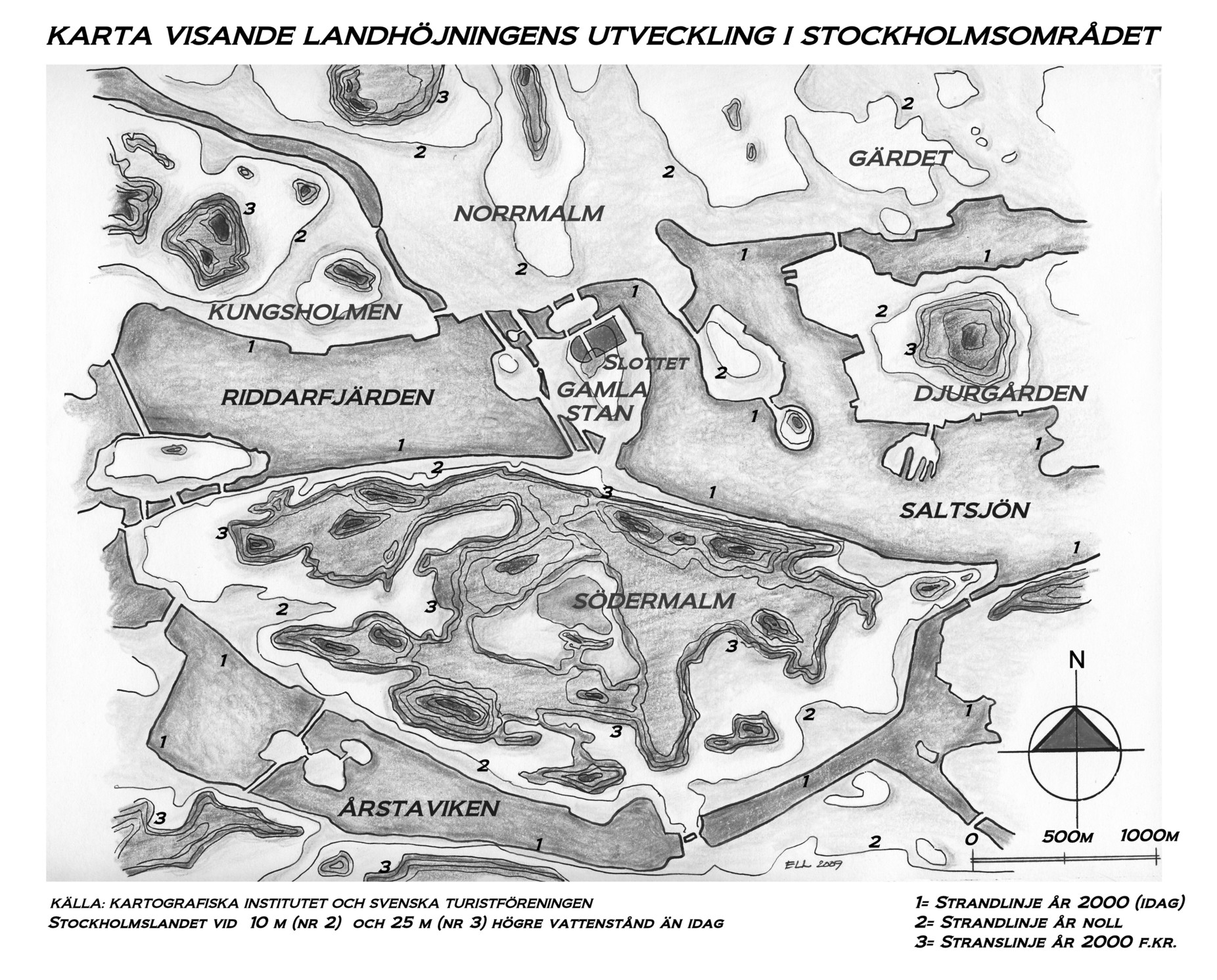
Rekonstruktion av centrala Stockholms strandlinjer cirka 2000 f.Kr., år noll och idag.
Enligt Gerard De Geer.

För cirka 10 300 år sedan stod isgränsen i höjd med Stockholmstrakten. Då låg området minst 150 meter under nuvarande havsvattennivå och en isbarriär sträckte sig i öst-västriktning förbi nuvarande Hornstull. Avsmältningen och isens tillbakadragande mot norr gick mycket fort, i genomsnitt handlade det om cirka 250 meter per år. Knappt tio år efter att iskanten stod vid Hornstull hade den förflyttat sig norrut till Stockholms ström och efter 15 år hade den nått dagens Norrtull. På bara tjugo år blev dagens Stockholm isfritt. Hur landskapet såg ut efter isens reträtt kan man ana när man betraktar obebodda kobbar och skär i Stockholms skärgård.
De avsmältande ismassorna bildade starkt strömmande vattendrag, där jättegrytor bildades. En sådan, 2,7 meter djup gryta hittades vid bygget av Haga tingshus. I Flatens naturreservat syns ett mindre klapperstensfält intill en brant sluttning mitt i skogen. Det formades för cirka 5000 år sedan av Litorinahavets svallvågor. Fältet ligger idag 30 meter över havet och en informationsskylt förklarar: “Här skulle du för 5000 år sedan ha stått till knäna i havet.“ Inlandsisen lämnade även Stockholmsåsen efter sig, en 60 km lång rullstensås som sträcker sig från nuvarande Arlanda i norr till Jordbro i söder. Brunkebergsåsen på Norrmalm i centrala Stockholm är en del av denna ås.
Klimatet var milt och söderifrån inflyttade växter och djur efter isens tillbakadragande mot norr. Därefter invandrade de första stenåldersjägarna och -fiskarna. De kom från norra Tyskland via den breda landförbindelsen som Ancylussjön hade lämnat kring dagens Öresund.
För omkring 8500 år sedan inträffar en transreggression, och strandförskjutningen stannade av. Under närmare tusen år stod strandnivån på omkring 50 meter över havet. Därefter skedde en snabb strandförskjutning som från 5 500 f.Kr. till 5 000 f.Kr. flyttar strandnivån från 50 meter över havet till 40 meter över havet. Fram till 4000 f.Kr. går sedan stradförskjutningen långsammare och låg då på omkring 35 meter över havet.
Vid sena mellanstenåldern (ca 4000 år f.Kr.) var Riddarfjärden, Ulvsundasjön och Brunnsviken fortfarande stora havsvikar av Litorinahavet. På Norra Djurgården fanns bara några öar, som dagens Lilla och Stora Lappkärrsberget och Fiskartorpsberget. Södermalm bestod av två avlånga öar, en nordlig ö längs Skinnarviksberget och Katarinaberget och en sydlig ö i Eriksdalstrakten. Årstaviken trängde långt in mot söder och bildade en havsvik, där Årstafältet och Enskedefältet finns idag. Sjön Magelungen hade en smal förlängning mot nordväst ungefär till dagens Örby och Brännkyrka kyrka.
Söder om Stockholm, vid sjön Gömmaren i Gömmarens naturreservat har man funnit lämningar av stenåldersjägarnas- och fiskarnas boplatser från cirka 6000 f.Kr. Idag ligger dessa fynd 55–60 meter över havsytan. En annan, mycket gammal boplats i Stockholmsområdet upptäcktes i Skrubba. Boplatsen har en utbredning på cirka 20 × 60 meter och har daterats till omkring 4000 år f.Kr. Här påträffades vid utgrävningar bland annat härdgropar, två skrapor och stora mängder kvartsavslag (så kallat spån) från redskapstillverkning. Ett av de märkligaste stenåldersfynden är en båtyxa, Miniatyrbåtyxan från Rågsved som man funnit vid utgrävningar i Brännkyrka.
Under den sena stenåldern (cirka 2000 f.Kr.) sker en kraftig recession och de högsta bergen i centrala Stockholm sticker allt högre upp ur Litorinahavet som exempelvis Skinnarviksberget och Katarinaberget på Södermalm samt Kronoberget på Kungsholmen, de höga delarna av Stora Essingen och Skansenberget på Södra Djurgården. Efter denna period sker en kort, cirka 300–400 år lång transgression med en landsänkning av runt 5 meter och delar av stockholmslandet sjunker ner i havet igen.

### Stockholmsområdet under brons- och järnåldern

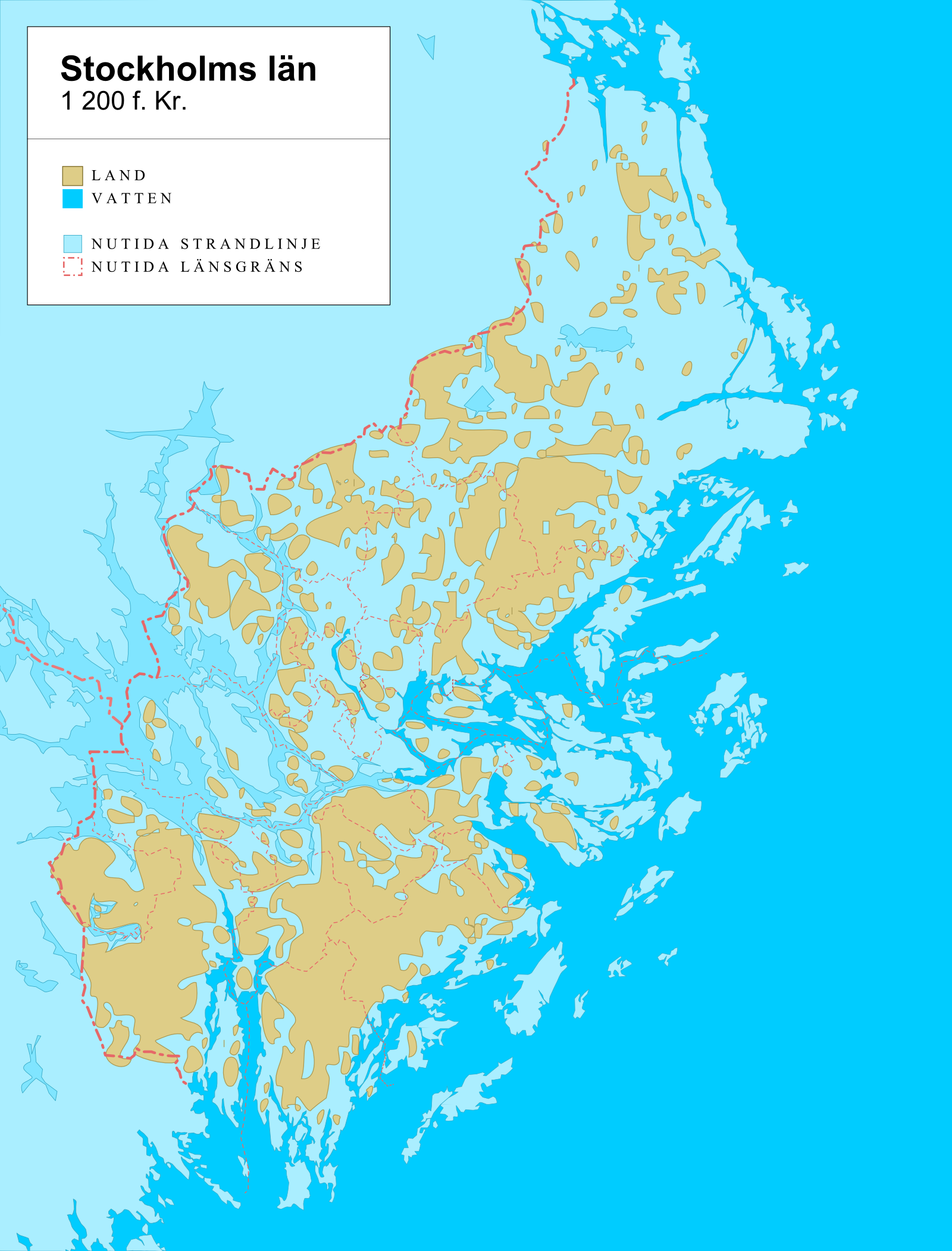
Stockholmsområdet 1200 f. Kr.

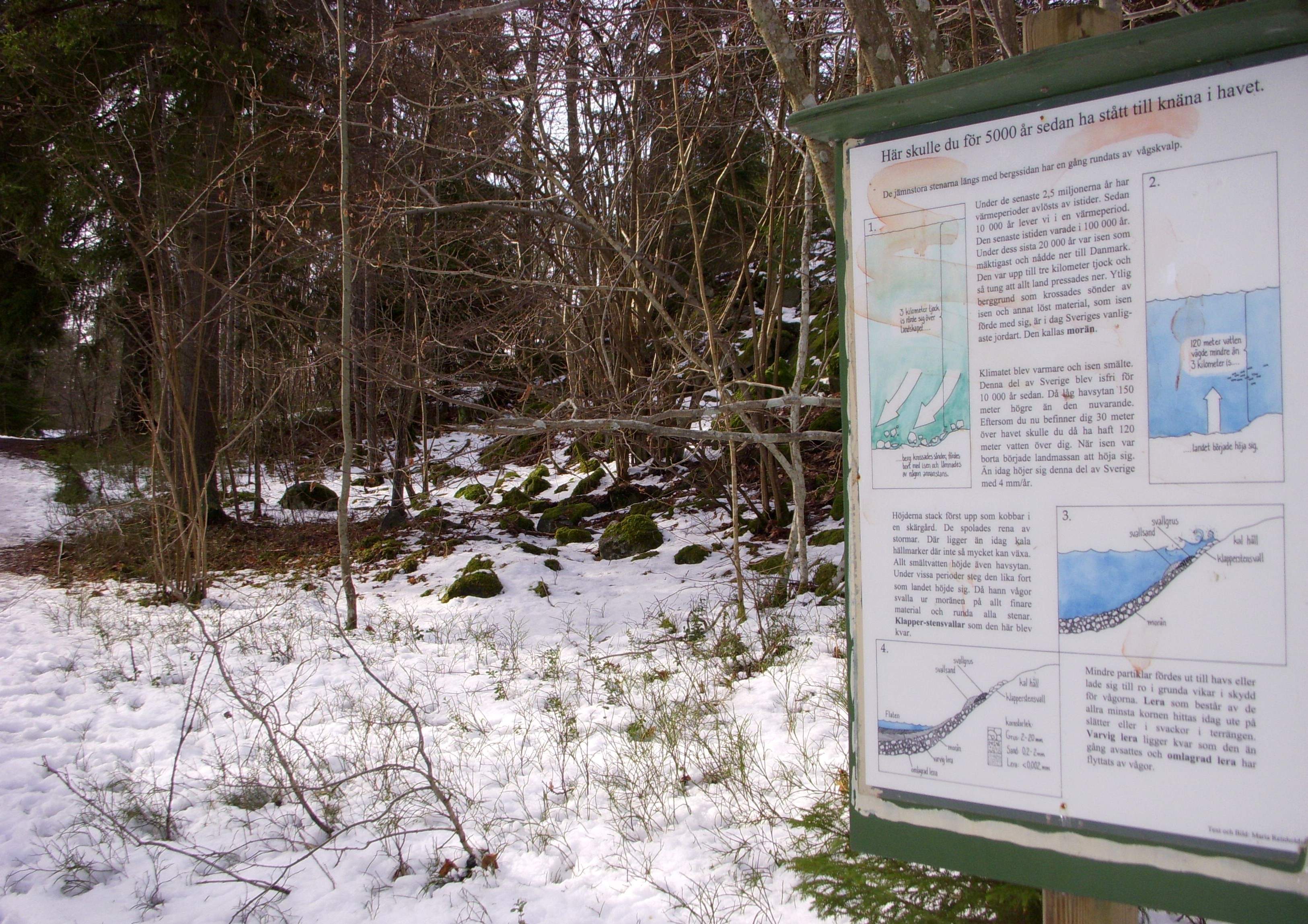
Ett fossilt klapperstensfält sticker upp ur snön i Flatens naturreservat.

I början av bronsåldern låg stränderna drygt 20 meter över nuvarande havsytan (ö.h.y.), det visar fynd från strandbundna bronsåldersboplatser i Björnlunda och Korsnäs, dessa påträffades 35 meter ö.h.y. Nu började en lång och mycket kraftig recession och i början av järnåldern låg strandlinjen på ungefär 12 meter ö.h.y., som styrks av fynd på Helgö. Det betyder att landhöjningen under bronsåldern låg vid 20 millimeter per år (mot dagens 4 millimeter).
Av Stadsholmen, där Stockholm skulle anläggas, syntes fortfarande ingenting, men på Norrmalm kom Brunkebergsåsen upp ur havet och Åsön (Södermalm) reste sig alltmera ur vattnet. På Åsöns mitt blev sjön Fatburen kvar av en tidigare havsvik. När Fatburen utdikades på 1860-talet fann man de äldsta spåren av mänskliga bosättningar inom det som skulle bli Stockholms stad. Fynd av skålgropar i Högalidsparkens västra del bekräftar att det funnits boplatser från bronsåldern på flera håll på Åsön. Under bronsåldern var även Årstafältet en havsvik med bosättningar längs dess stränder. 1958–1959 utfördes stora utgrävningar på Årstafältet innan Årsta partihallar skulle byggas. Bland annat upptäcktes Erstagravfältet med 200 gravar från bronsåldern som daterades till år 0–200 e.Kr.
Under järnålderns mitt och vikingatiden (cirka 500–1100 e.Kr.) stod vattnet cirka fem meter högre än idag. Helgö hade förlorat sin betydelse, men Birka och sedermera Sigtuna var fortfarande viktiga handelsplatser. I Stockholms omgivningar fanns talrika boplatser och gårdar från den tiden. Här kan nämnas Kaknäs, Walmundsö och Årsta.
En av vikingatidens huvudleder in till Mälaren och Birka passerade Järlasjön i Nacka från Duvnäsviken. Denna huvudled var i bruk fram till mitten av 1200-talet då landhöjningen gjorde den obrukbar.
I samband med bygget av Kungsgatan genom Brunkebergsåsen fann man ett järnsvärd från början av vår tideräkning och på Brunkebergsåsen inne i Stockholm hittades ett par ringspännen av brons och en järnyxa från 1000-talet.
Fornfynd och beräkningar visar även att strandförskjutningen under järnåldern har saktat av och till och med stannade upp under vissa perioder. För slutet av järnåldern och vikingatiden (900-tal till 1100-tal) finns indikationer på en mindre transgressiv fas, som hade stor betydelse för Mälarens kontakt med Östersjön. På grund av denna fas fördröjdes Mälarens isolering med flera sekel fram till 1200-talet.

### Stockholmsområdet från medeltiden till idag

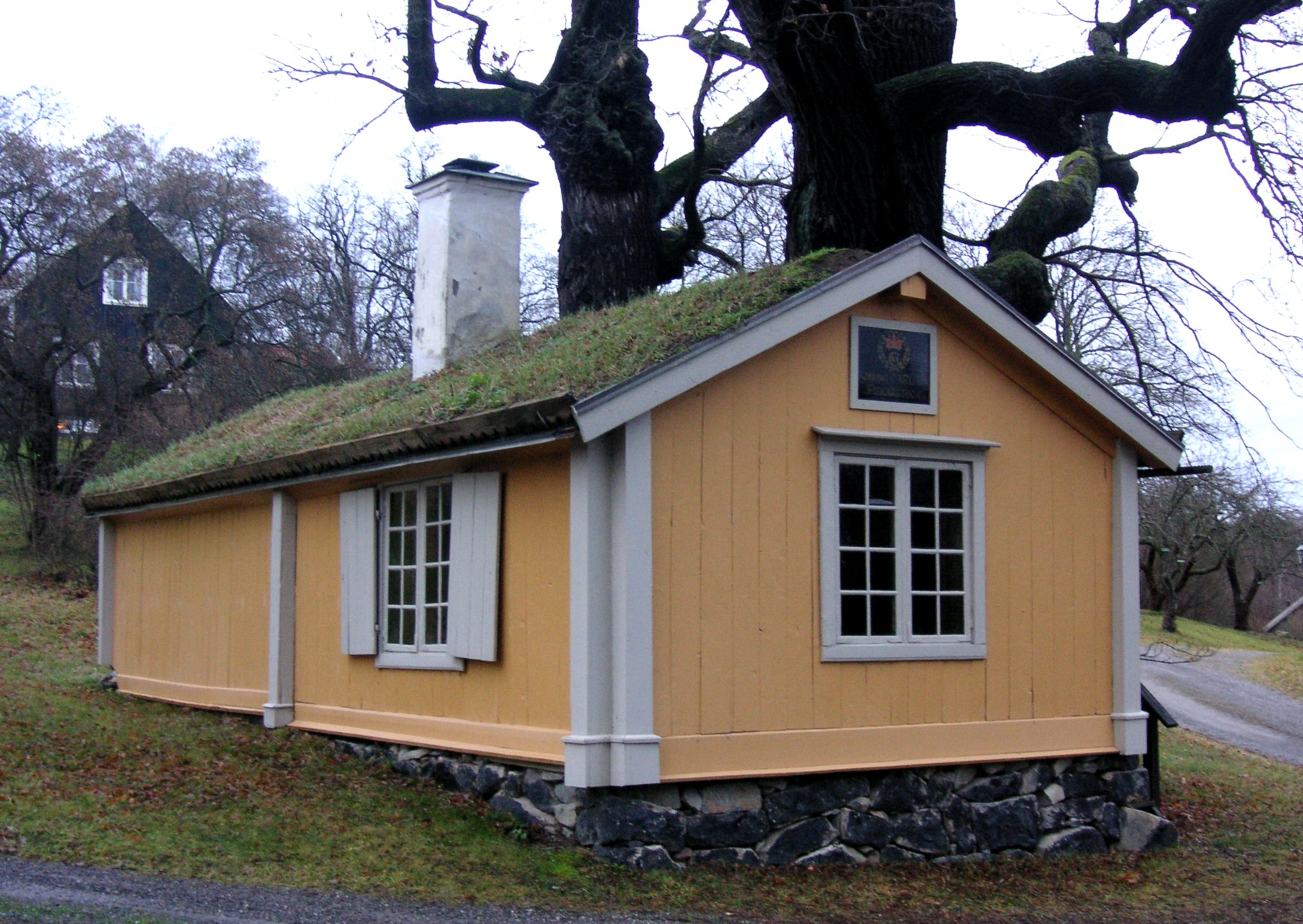
Karl XI:s fiskartorp på Norra Djurgården står inte längre vid vattnet.

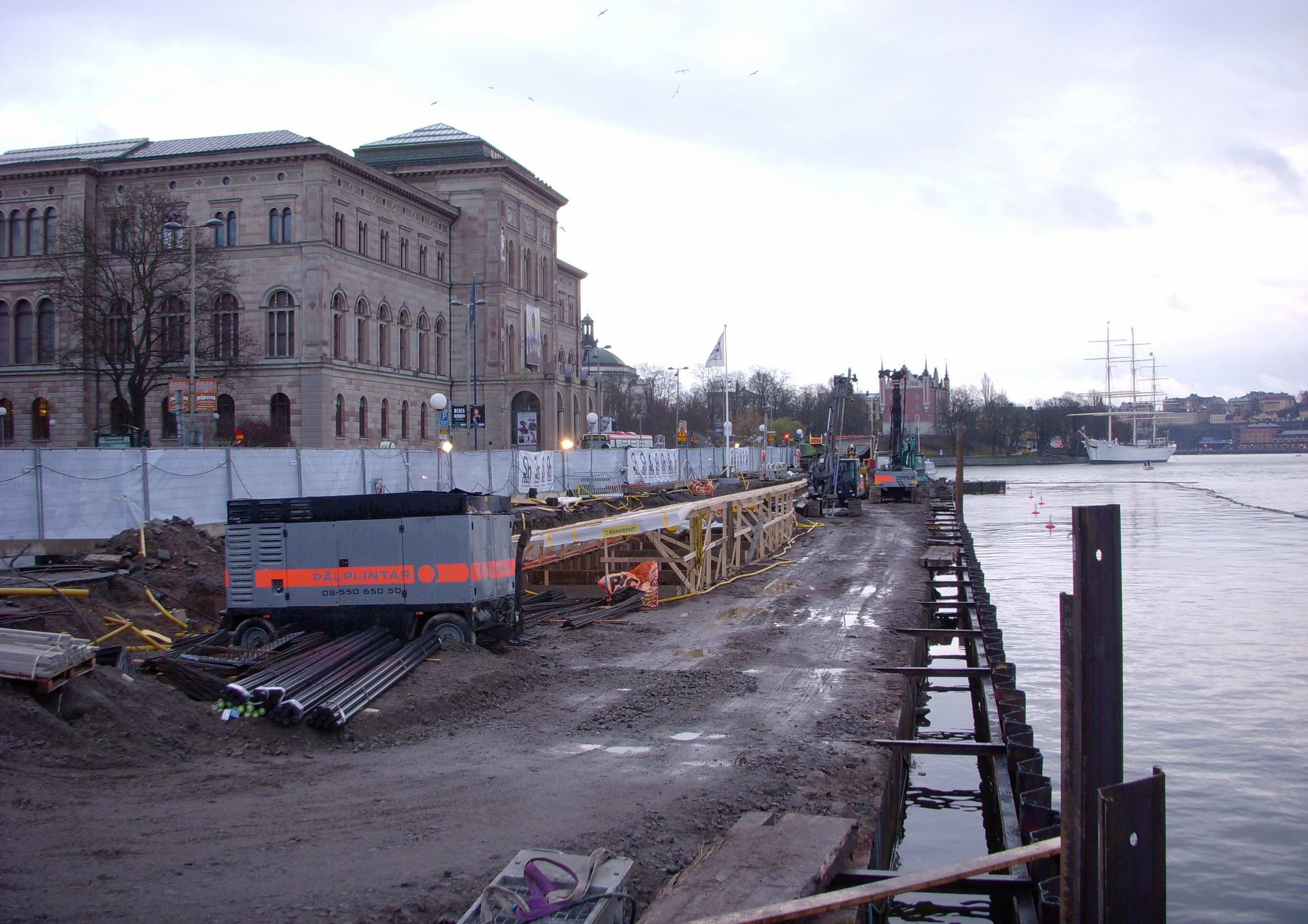
Södra Blasieholmshamnens kaj sänks 2009 med 0,5 meter till samma höjd den hade för 100 år sedan.

Efter vikingatidens transgressiva fas inträffade på 1300- och 1400-talen en kraftig regression som fynd i den så kallade Riksgropen på Helgeandsholmen bevisar, en period som sammanfaller med Stockholms grundande och tidiga år som stad. Att anlägga en stad vid tröskeln mellan Mälaren och Saltsjön hänger intimt samman med Mälarens isolering från Östersjön, när vikingatidens farleder relativt snabb blev obrukbara.
Landhöjningen fortsatte efter 1400-talet med mindre variationer och med en ökningstakt av cirka 4–5 millimeter per år. Även denna blygsamma förändring betydde en höjning med 2,5 meter på 500 år och lämnade tydliga spår i Stockholmsområdet. Ett påtagligt exempel är Karl XI:s fiskarstuga från 1680-talet som fortfarande står kvar på samma plats där den en gång byggdes på Fiskartorpet invid Husarvikens strand. Idag ligger stugan långt uppe på land. På Erland Ströms karta från 1779, som visar 1696 års förhållanden, är Husarviken, Laduviken, Uggleviken och Lillsjön fortfarande stora grunda havsvikar i direkt förbindelse med Lilla Värtan och man kan förmoda att vattenområdet på den tiden var mycket rikt på fisk. Karl XI hade inte långt till sina fiskevatten.
Andra exempel på synliga förändringar är sjöar och vattendrag som försvunnit från Stockholms stadslandskap. Sjöar som Fatburen på Södermalm, Katthavet, Träsket på Östermalm och Ormträsket på Norrmalm finns ej längre. De hade grundats upp genom landhöjningen under lång tid och slutligen torrlades de, när de blev till hälsofarliga träsk genom människornas föroreningar. I Fatburen anlades Södra stationsområdet i slutet av 1800-talet. I Katthavet (eller mer officiellt ”Packaretorgsviken”) finns idag Berzelii park och i före detta Ormträsket reser sig sedan 1962 Wenner-Gren Centers 74 meter höga "Pylon".
Att landhöjningen påverkar Stockholm även i våra dagar illustrerar ombyggnadsprojekt av Södra Blasieholmshamnen på Blasieholmen 2009. Landhöjningen gjorde att kajens fundament kom i dagen vid lågvatten, vilket äventyrade konstruktionen samt förorsakade problem för båtarna att lägga till vid kajen då landgångarnas lutning blev för stor. Kajen sänktes 0,5 meter och breddades samtidigt. Sänkningen med 0,5 meter motsvarar ungefär landhöjningen i Stockholm på 100 år.

## Framtidsutsikter
Den pågående globala uppvärmningen kan resultera i att den "absoluta landhöjningen" i Stockholmstrakten avtar helt beroende på en allt mer accelererande havsnivåökning. Prognoserna är mycket osäkra, en del forskare förutspår en höjning av medelhavsytan med 0,8 meter och andra med 1,3 meter till år 2100, alltså 10 millimeter i snitt per år. För Stockholms del skulle detta innebära att landhöjningen på 6 millimeter per år inte längre uppväger vattennivåökningen i Mälaren och Östersjön. Strandnära bebyggelse som bland annat delar av Slussen, Gamla stan, Tegelbacken och Stockholms central samt nybyggda Lilla Essingen och Liljeholmskajen kan riskera att hamna i vattnet vid höga vattenflöden. ”Mälaren riskerar att dränka stan” var en rubrik i Aftonbladet den 2 november 2006.